# Andreas Hartauer

Andreas Hartauer (1890)

Andreas Hartauer (* 28. November 1839 in Stachauer Hütte, Böhmen; † 18. Januar 1915 in St. Pölten, Niederösterreich) war ein böhmischer Glasarbeiter und Verfasser des Böhmerwaldliedes: Tief drin im Böhmerwald.

## Leben
Hartauer wuchs in Goldbrunn, in der Nähe seines Geburtsortes auf.
Seine Eltern Andreas und Elisabeth Hartauer (geb. Gattermayer) hatten insgesamt acht Kinder.
Im Ort Goldbrunn gab es eine Glashütte, die seit 1799 Hohlglas erzeugte.
Auch Hartauer sollte den Beruf des Glasmachers erlernen, er wurde dazu in die Lehre auf die Glashütte nach Eleonorenhain geschickt, einige Stunden von Goldbrunn entfernt. In Eleonorenhain blieb er zwei Jahre, die nach eigenen Angaben zur schönsten Zeit seines Lebens gehörten. Es folgten die Wanderjahre, die ihn u. a. als Glasmaler nach Johannesdorf in Nordböhmen verschlagen haben. Hier ehelichte er am 27. November 1865 Anna Oppitz aus Bürgstein.
Im Jahre 1883 siedelte sich Hartauer mit seiner Frau Anna in St. Pölten, Niederösterreich an, wo er auch sesshaft wurde. Hier eröffnete er eine Glasmalerei mit einer Glas- und Porzellanhandlung, die ihm zu Wohlstand verhalf. Er wohnte im Haus Nr. 50 in der Daniel-Gran-Straße. Seine Ehe blieb kinderlos, deshalb nahm er seine Nichte Berta als Ziehkind an.
Die Liebe zum Böhmerwald ließ ihn nicht los, in tiefer Sehnsucht schuf er so das Böhmerwaldlied. Dieses Lied bekam für die vertriebenen deutschen Böhmerwäldler nach 1945 besondere Bedeutung, es ist bei dieser Volksgruppe emotional tief verwurzelt.
Andreas Hartauer wurde auf dem Hauptfriedhof St. Pölten beerdigt.

## Text und Entstehungsgeschichte des Böhmerwaldliedes
Tief drin im Böhmerwald, da liegt mein Heimatort,

es ist gar lang schon her, dass ich von dort bin fort,

doch die Erinnerung, die bleibt mir stets gewiß,

daß ich den Böhmerwald gar nie vergiß.

Es war im Böhmerwald, wo meine Wiege stand,

im schönen, grünen Wald.

O holde Kindheitszeit, noch einmal kehr’ zurück,

wo spielend ich genoß das allerhöchste Glück,

wo ich am Vaterhaus auf grüner Wiese stand

und weithin schaute auf mein Vaterland.

Es war im Böhmerwald, wo meine Wiege stand,

im schönen, grünen Wald.

Nur einmal noch, o Herr, laß mich die Heimat sehn,

den schönen Böhmerwald, die Täler und die Höh’n,

dann kehr ich gern zurück und rufe freudig aus:

Behüt dich, Böhmerwald, ich bleib zuhaus!

Es war im Böhmerwald, wo meine Wiege stand,

im schönen, grünen Wald.
Wie bei zahlreichen Volksliedern, die in verschiedenen Ländern und Gegenden heimisch geworden sind, existieren auch beim Böhmerwaldlied leicht abgewandelte Text- und Melodieversionen.
Der Text des Liedes wurde über den Böhmerwald hinaus erst durch die Übernahme in den Roman Am goldenen Steig (1894) von Maximilian Schmidt (vulgo Waldschmidt) bekannt. Lange Zeit war der Schöpfer des Böhmerwaldliedes unbekannt. Es war der Heimatforscher Rudolf Kubitschek, der in den 1930er Jahren die Entstehung des Liedes in einer Biografie über Andreas Hartauer aufzeigte.
Die ursprünglich von Hartauer komponierte Melodie erwies sich zum Tanzen als weniger geeignet und wurde im Laufe der Zeit durch eine andere verdrängt, die der Komponist Jakob Eduard Schmölzer für das steirische Schützenlied Dort ist die Heimat mein geschaffen hatte. Vermutlich ist dieser Melodiewechsel sangesfreudigen steirischen Holzhauern zu verdanken, die in den 1880er Jahren in den Böhmerwald geholt worden waren, um die riesigen Waldschäden nach einem massiven Borkenkäferbefall aufzuarbeiten.

## Das Hartauer-Denkmal in Eleonorenhain
Am 24./25. Juli 1937 wurde in Eleonorenhain auf einer Anhöhe das Denkmal für Andreas Hartauer eingeweiht. Bilder und Zeitungsartikel aus dieser Zeit dokumentieren, dass bei der Einweihung über 5.000 Menschen anwesend waren. Das Denkmal besteht aus einer großen, etwa 4 m hohen Steinsäule mit Inschrift in deutscher Sprache und einem kleineren Findling mit Inschrift in tschechischer Sprache.
Während der deutschen Besetzung des Sudetenlandes wurde die tschechische Inschrift zerstört. Nach 1945 versuchte jemand mit einer Spitzhacke das Denkmal mit deutscher Inschrift zu zerstören; da dies nicht gelang, wurde der kleinere Granitblock zerstört.
Am 28. Juli 2007 wurde ein neuer Granitblock mit tschechischer Inschrift eingeweiht. Sowohl ehemalige Bewohner von Eleonorenhain als auch heutige Einwohner von Lenora nahmen an diesem Festakt teil.
Vor der Enthüllung des Steins durch die Bürgermeisterin wurde das Böhmerwaldlied nacheinander in tschechischer und deutscher Sprache von einem Chor gesungen.
Weitere Gedenksteine für Andreas Hartauer befinden sich am Goldenen Steig auf dem Gebiet der Gemeinde Mauth (seit 1982), bei Freistadt in Oberösterreich, in Stachau und an seinem ehemaligen Wohnhaus in St. Pölten.